# Paardenbloemroest
Paardenbloemroest (Puccinia variabilis) is een schimmel behorend tot de familie Pucciniaceae. De schimmel is een endoparasiet van de gewone paardenbloem (Taraxacum officinale). Symptomen van aantasting door de soort zijn onder meer roestvlekken en puisten op de bladoppervlakken van waardplanten. Het is verspreid over het noordelijk halfrond.

## Functies

### Uiterlijke kenmerken
Puccinia variabilis is alleen met het blote oog te herkennen aan de sporenafzettingen die op het oppervlak van de gastheer uitsteken. Ze groeien in "nesten" die verschijnen als geelachtige tot bruine vlekken en puisten op bladoppervlakken.

### Microscopische kenmerken
Het mycelium van Puccinia variabilis groeit, zoals alle Puccinia soorten, intercellulair en vormt zuigfilamenten, die uitgroeien tot het opslagweefsel van de gastheer. Hun spermogonia zijn onbekend. De witachtige aecia van de soort groeien voornamelijk aan de onderzijde in groepen op het oppervlak van de waardbladeren. Hun lichtgele aeciosporen zijn 19-26 × 19-23 µm groot, bolvormig tot breed ellipsoïde en fijn wrattenachtig. De uredinia van de schimmel die aan beide kanten groeien, zijn kaneelbruin. De kaneelbruine uredosporen van de soort zijn 22–30 × 18–22 µm groot, ovaal tot breed, ellipsvormig en stekelig. Ze hebben 2-3, equatoriale kiemporen. De telia van de aan beide zijden groeiende soorten zijn zwartbruin, poederachtig en onbedekt. De heldere kastanjebruine teliosporen zijn tweecellig, meestal ellipsoïde tot breed ellipsoïde, gerimpeld en meestal 35–42 × 25–28 µm groot. Hun steel is kleurloos.

## Ecologie
De waardplant van Puccinia variabilis is de gewone paardenbloem (Taraxacum officinale) en andere soorten van het geslacht. De schimmel voedt zich met de voedingsstoffen die aanwezig zijn in het opslagweefsel van de plant, zijn sporenopslag breekt later door het bladoppervlak en laat sporen vrij. De soort doorloopt een macrocyclische ontwikkelingscyclus met spermogonia, aecia, telia en uredinia. Als een autoecische parasiet ondergaat het geen gastheerwisseling.

## Verspreiding
Het bekende verspreidingsgebied van Puccinia variabilis valt samen met de verspreiding van zijn gastheersoort. De paardenboemroest komt voor in grote delen van het noordelijk halfrond en werd af en toe geïntroduceerd op het zuidelijk halfrond. In Nederland komt hij zeldzaam voor.